# EFDC Explorer
EFDC+ Explorer (EFDC_Explorer سابق) (EE) یک رابط کاربری گرافیکی مبتنی بر ویندوز برای پردازش پیش و پس از Environmental Fluid Dynamics Code (EFDC) است. این برنامه توسط شرکت مهندسی DSI توسعه یافته و پشتیبانی می شود.  EFDC+ Explorer برای پشتیبانی از تنظیم مدل، تولید شبکه (دکارتی و منحنی متعامد)، آزمایش، کالیبراسیون و تجسم نتایج مدل طراحی شده است (کریگ، 2020).  EE از هیدرودینامیک، انتقال رسوب/مواد سمی، ردیابی ذرات و مدل کیفیت آب جفت شده HEM3D پشتیبانی می کند. 
EFDC در ابتدا در موسسه علوم دریایی ویرجینیا (همریک، 1992) توسعه یافت.  این نرم‌افزار منبع باز است و مدلی است که به طور گسترده مورد استفاده قرار می‌گیرد و مورد قبول EPA است.  DSI به توسعه EFDC با استفاده از نام +EFDC ادامه می دهد. پیشرفت‌ها شامل افزودن قابلیت چند رشته‌ای و اخیراً محاسبات کامل موازی با MPI (واسط عبور پیام) است. EFDC+ Explorer بخشی از سیستم EE Modeling System (EEMS) است که شامل EFDC+، نسخه پیشرفته EFDC، و Grid+، یک مولد شبکه دکارتی منحنی است که جایگزین CVLGrid قبلی می شود.
افزونه ای برای مدیریت آبخیزداری ایالات متحده و ابزار توسعه TMDL ، BASINS ، اخیرا توسعه یافته است. این به BASINS اجازه می دهد تا مدل های EFDC+ را ایجاد کند.

## توابع اکسپلورر EFDC+/EFDC+
- EFDC پیش و پس از پردازش
- انیمیشن های دو بعدی و سه بعدی
- تجسم نتایج مدل
- داده در مقابل مقایسه مدل ها
- پردازش و شبیه سازی داده ها در زمان واقعی

### هیدرودینامیک
- انتقال رسوب
- حمل و نقل سموم
- کیفیت آب
- مزارع پرورش صدف
- اثرات موج و تولید موج باد
- ردیابی ذرات لاگرانژی
- تشکیل و ذوب یخ
- هیدروکینتیک دریایی
- تجزیه و تحلیل زیستگاه با استفاده از روش افزایشی جریان درون جریان
- پروانه شستشو

## نمونه برنامه ها
EFDC+ Explorer از سال 2003 در حال توزیع بوده و اکنون در بیش از 60 کشور استفاده می شود.
نیوتاون کریک ، شهر نیویورک: نیوتاون کریک به عنوان یک سایت بالقوه سوپرفاند در سپتامبر 2009 پیشنهاد شد و در 27 سپتامبر 2010 این نام را دریافت کرد. EFDC و EFDC+ Explorer برای حمایت از تحقیقات اصلاحی و امکان سنجی برای آماده سازی برای اصلاح محیطی استفاده می شوند.
رودخانه اوهایو ، ایالات متحده: "این مدل از رودخانه اوهایو برای کمک به مطالعه اثرات طوفان برای شهر سینسیناتی طراحی شده است. این مطالعه مربوط به ارزیابی سرریزهای فاضلاب ترکیبی (CSOs) و سایر تأثیرات آب و هوای مرطوب بر کیفیت آب در رودخانه اوهایو و ارزیابی مزایای حاصل از سناریوهای کاهش معین بود.» 
دریاچه واشنگتن ، WA، "DSI شبیه سازی دمای بیدرنگ دریاچه واشنگتن را به عنوان نمونه ای از داده ها و امکانات مدل سازی در زمان واقعی برای خدمت به جامعه علمی در سیاتل، واشنگتن، ایالات متحده توسعه داده است." 